# Eudorylas abdominalis
Eudorylas abdominalis är en tvåvingeart som först beskrevs av Friedrich Hermann Loew 1858.  Eudorylas abdominalis ingår i släktet Eudorylas och familjen ögonflugor. Inga underarter finns listade i Catalogue of Life.